# SpeedFan
SpeedFan (aus englisch speed ‚Geschwindigkeit‘ und englisch fan ‚Lüfter‘) ist ein kostenfreies, auf allen gängigen Windows-Betriebssystemen (ab Windows 95) lauffähiges Programm für die Messung und Überwachung von Festplatten, Temperaturen und Spannungen sowie Regelung von Lüftern in PCs.

## Anwendungsmöglichkeiten
Mit SpeedFan können u. a. relativ leicht Überhitzungsprobleme von Rechnern diagnostiziert werden, welche sich beispielsweise durch sonst unerklärliche Systemabschaltungen äußern können. Es kann aber auch vorkommen, dass die von SpeedFan ausgelesenen Temperaturen fern jeglicher Realität sind.
Es ist auch möglich, die Drehzahl einiger Lüfter herunterzuregeln, um den Geräuschpegel zu dämpfen. Diese Funktionen sind jedoch davon abhängig, ob die jeweiligen Lüfteranschlüsse einen softwareseitigen Eingriff ermöglichen und ob das Programm die  Schnittstellen unterstützt.
Eine weitere Tuning-Möglichkeit ist das dynamische Verändern des CPU- und/oder FSB-Taktes, was die Wärmeentwicklung der Rechnerkomponenten senken kann, während der Rechner im Leerlauf ist. Das kann die Geräuschentwicklung verringern, da bei weniger Wärmeentwicklung die Lüfter noch weiter heruntergeregelt werden können. Ebenso verringert dies die Leistungsaufnahme des Systems und verlängert bei mobilen Computern die Akkulaufzeit.
Neben Temperaturen und Lüfterdrehzahlen können Spannungen (wie vCore und andere Netzteil-Ausgangsspannungen) ausgelesen und grafisch über längere Zeiträume dargestellt werden.
Derzeit werden über 200 verschiedene Hauptplatinen-Chipsätze unterstützt. Um den physikalischen Zustand von Festplatten in gewissen Grenzen auszulesen und zu interpretieren, greift das Programm auf die SMART-Schnittstelle zurück.
Mit der aktuellen Ausgabe (4.52) wurde zudem die Unterstützung der dort kurz als „IPMI“ bezeichneten Schnittstelle und zum SMBus hinzugefügt.
SpeedFan muss installiert werden; eine portable Version ist nicht erhältlich.